# Witold Warzywoda
Witold Warzywoda (* 1956 in Łowicz) ist ein polnischer Grafikdesigner, Illustrator und Hochschullehrer.

## Leben
Warzywoda studierte von 1976 bis 1981 an der damaligen Staatlichen Hochschule für Bildende Künste in Łódź an den Fakultäten für Grafik und Malerei unter Jerzy Grabowski, Andrzej Bartczak und Leszek Rózga. Nach seinem Abschluss wurde er im Lithographie-Studio der Universität angestellt, war dort ab 1985 als Assistent und ab 1992 als Assistenzprofessor tätig. Im Jahr 2000 habilitierte er sich in der Disziplin Grafik, seit 2004 leitet er als außerordentlicher Professor das Lithografie-Studio der Universität. Er hat sich auf den Flachdruck spezialisiert und beschäftigt sich vorwiegend mit der Farblithografie.
Warzywoda ist seit 2005 Organisator eines Grafikdesign-Wettbewerbs (benannt nach Władysław Strzemiński) für Studierende der Universität. Seit den 1990er Jahren ist er Kurator der Galerie Amcor in Łódź; in diesem Zeitraum organisierte er dort über 100 Ausstellungen, Präsentationen und Autorentreffen. Er betreut seit 2001 die Vergabe des jährlich verliehenen Wettbewerbspreises „Nagroda galerii Amcor“. Außerdem ist er als Autor und Herausgeber von künstlerischen und literarischen Publikationen tätig (Studio WW Witold Warzywoda). Warzywoda ist häufig Teilnehmer an polnischen Konferenzen zum Thema Flachdruck.

## Ausstellungen und Auszeichnungen
Die Werke des Künstlers wurden bei über 250 Einzel- und Gruppenausstellungen sowie Wettbewerben in Polen und im Ausland - bspw. auf der Internationalen Ausstellung für Miniaturkunst (Annual International Exhibition of Miniature Art) in Toronto (1986 und 1987) oder bei der Internationalen Triennale kleiner grafischer Formate (International Triennial of Small Graphic Forms) im litauischen Wilna (1998, 2001 und 2004) - gezeigt. 
Warzywoda wurde mehrfach (2002, 2004, 2011, 2013, 2015 und 2017) von seiner Alma Mater für außergewöhnliche organisatorische und künstlerische Leistungen des Lehrpersonals ausgezeichnet. Weitere Ehrungen:
- 1990 - 4. Preis für die Werkreihe „Alicja, Darek, Dudek, Zabawa wstążką“ bei der 5. Triennale zeitgenössischer Porträts in Radom
- 1995 - Auszeichnung der Polnischen Akademie der Wissenschaften in Łódź im Bereich der bildenden Künste
- 1996 - Auszeichnung auf der 1. Internationalen Lithografie-Biennale der baltischen Länder in Nidzica
- 2012 - Henryk-Grohman-Auszeichnung der Sonderwirtschaftszone Łódź S.A. in der Kategorie „Inwestor – Patron“
- 2023 - Bronzemedaille der Gloria-Artis-Medaille für kulturelle Verdienste, Ministerium für Kultur und nationales Erbe, Polen
- 2022 - Lobende Erwähnung beim 18. Internationalen Wettbewerb für kleine grafische Formen und Exlibris (XVIII Międzynarodowym Konkursie Małej Formy Graficznej i Ekslibrisu), Stadtmuseum Ostrów Wielkopolski

## Sammlungsaufnahme
Werke Warzyodas befinden sich u.a in Sammlungen folgender Institutionen:
| - Museum für Geschichte der Stadt Łódź - Museum der Erzdiözese Warschau - Polnische Nationalbibliothek in Warschau - Universitätsbibliothek in Łódź - Piłsudski-Bibliothek in Łódź - Museum der Gesellschaft zur Förderung der bildenden Künste in Łódź - Museum des Tarnowski-Schlosses in Tarnobrzeg | - Kunstbuchmuseum in Łódź - Zentralstelle für Kunstausstellungen in Warschau - Kunstausstellungsbüros in diversen polnischen Städten - Exlibris-Museum in Malbork - Museum der Stadt Ostrów Wielkopolski - Galeria Zachęta, Warschau |